# Chiesa madre (Geraci Siculo)

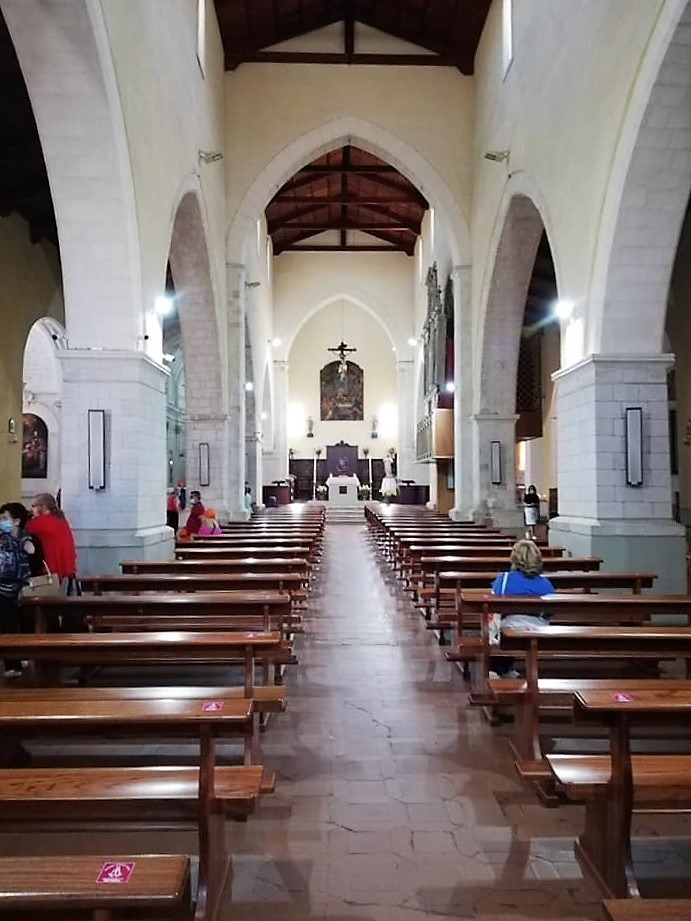
Navata.

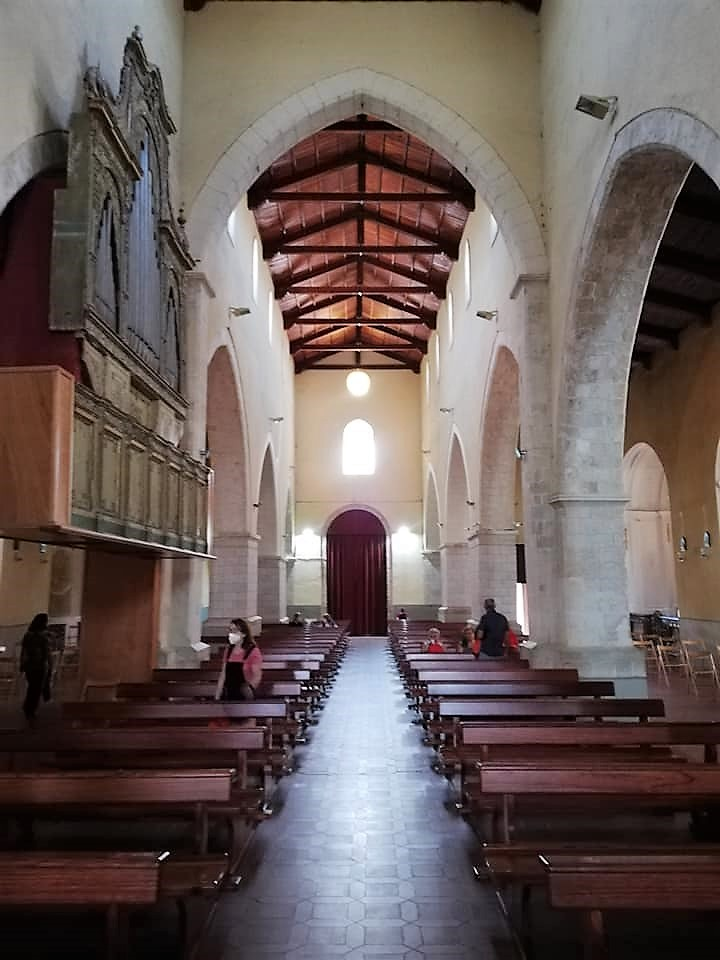
Controfacciata.

La chiesa di Santa Maria Maggiore è la chiesa madre ubicata in Piazza del Popolo nel centro storico di Geraci Siculo.

## Storia

### Epoca aragonese
Dagli atti dell'archivio parrocchiale risulta che la chiesa fu consacrata il 16 agosto 1495, ma la sua costruzione risale a più di un secolo prima, cioè verso la metà del XIV secolo, come si desume dal portone e da alcuni elementi dello stile originario venuto alla luce durante recenti lavori di restauro.
La chiesa anticamente non aveva le attuali dimensioni poiché originariamente non era una parrocchia, cominciò ad esserlo nel 1460, mentre il titolo di chiesa madre era detenuto dalla chiesa di San Giuliano.
Le modifiche furono apportate, a causa dell'aumento della popolazione, dall'arciprete Nicola Giaconia, e portarono a un mutamento radicale dello stile.
Gli archi a sesto acuto, distrutti ai vertici, furono trasformati in archi a tutto sesto intonacati con gesso e calce. Il tetto con capriate in legno di quercia e castagno locale scomparve al di sopra di pesanti volte a botte. L'interno fu arricchito da un apparato plastico in stucco che conferì, specie alle navate laterali, una connotazione tipicamente barocca.

### Epoca contemporanea
Dal 1966 al 1970 furono effettuati lavori di ristrutturazione e ricostruzione, a seguito di ordinanze di chiusura al culto del sacro edificio. Infatti le strutture del tetto appesantite esercitavano nel tempo spinte anomale che rischiavano di compromettere definitivamente la stabilità delle strutture.

## Esterno
Il prospetto rivolto ad occidente che insiste sulla piazza principale del paese, è formato dal portale ogivale in pietra, risalente alla costruzione originale, da un arco decorativo a sesto acuto, da una bifora, un rosone e da una torre campanaria, tutti elementi questi ultimi aggiunti in un secondo tempo.

## Interno
Impianto basilicale ripartito in tre navate per mezzo di pilastri su quali poggiano archi a tutto sesto. In stile barocco sono rimaste le cappelle laterali muniti di balaustre e cancellate in ferro battuto. Ciascuna cappella presenta una differente decorazione a stucco.

### Navata destra
- Prima campata: la nicchia parietale custodisce la statua marmorea raffigurante la Madonna delle Mercede, opera realizzata dalla bottega dei Gagini. Il piedistallo reca scolpito sulla faccia anteriore Gesù con i dodici apostoli.
- Seconda campata: Cappella di San Pietro. Sul piedistallo centrale la statua di fattura napoletana raffigurante San Pietro Apostolo inizi XVIII secolo. La volta della cappella presenta una decorazione plastica geometrica con rilievi dorati su fondo colorato.
- Terza campata: Cappella della Madonna del Rosario. Sulla parete di fondo dell'ambiente sobriamente decorato con rilievi in stucco è custodito il dipinto raffigurante la Madonna del Rosario, circondato da 14 pannelli - più uno centrale sopra il dipinto - in legno raffiguranti i misteri del rosario: Gaudiosi, Dolorosi e Gloriosi. Le lesene sormontate da timpano con volute sfalsate delimitano un cartiglio sorretto da putti recante l'iscrizione "SICUT DIES VERNI CIRCUNDAVANT EAM FLORENS ROSARUM ET LILLA CONVALLIUM 1781". Ai lati due dipinti, a sinistra il quadro raffigurante la Visitazione della Vergine Maria a Santa Elisabetta ritratte con due figure maschili, verosimilmente San Giuseppe e San Zaccaria[non chiaro], in basso l'iscrizione autografa "DIE XII AUGUSTI XI EGO PRESBITER D. JOSEPH CARBONA HOC OPUS FIERI FECI A:D: 1681". A destra la Natività con l'iscrizione autografa "JOSEPH DE GALBO CASTRIBONI PINXIT 1788".
- Quarta campata: Cappella della Santissima Trinità. L'ambiente delimitato da una cancellata in ferro battuto presenta la pi esuberante decorazione barocca in stucco. Festoni floreali e fitomorfi rimarcano i costoloni della volta della cappella. Tondi, stemmi e una cornice mistilinea recanti riccioli, volute e motivi a foglia d'acanto ospitano altrettanti affreschi. Il quadro centrale raffigurante la Santissima Trinità è delimitato da colonne tortili con decorazione a ghirlanda con sviluppo elicoidale. Volute a riccioli sulla cornice, putti e la grande figura centrale del Padre Eterno in atteggiamento benedicente. Completano il ciclo pittorico due lunettoni e due dipinti: Santa Cristina e Sant'Agata, due quadri simili nell'impostazione, con le due donne sante al centro della scena e un telo rosso che si apre sullo sfondo della stanza. Anche i colori usati nei due dipinti risultano pressoché uguali.  
  - Organo: strumento veneziano del 1686. Prospetto originale con pitture ampliato con due tastiere con più di mille canne nel 1988.
- Quinta campata: Cappella di San Giuseppe e Gesù fanciullo. L'ambiente decorato in stucco presenta un altare con sopraelevazione marmorea costituita da lesene sormontate da timpano a doppio arco sovrapposto e spezzato con stele intermedia. La grande nicchia centrale custodisce la statua lignea raffigurante San Giuseppe con Gesù Bambino, datata 1771 di ignoto scultore napoletano.

### Navata sinistra
- Prima campata. Addossata a pilastro sinistro l'acquasantiera in marmo bianco del XVI secolo, che reca al centro scolpita la figura della Madonna con il Bambino.
- Seconda campata: Cappella di Santa Lucia. Nella nicchia arricchita da timpano ad archi sovrapposti e spezzati, stemma intermedio e puttini librati in volo, è custodita la statua lignea raffigurante Santa Lucia, opera di ignoto autore del XVII secolo.
- Terza campata: Cappella della Madonna della Neve o Cappella di Santa Maria Maggiore. La mensa arricchita lesene, timpano con volute e cartiglio intermedio, custodisce la statua marmorea raffigurante la Madonna della Neve, sulla superficie frontale dello scanello ottagonale è raffigurata la scena della Resurrezione, a seguire su entrambi i lati i volti di putti alati, chiudono gli stemmi dei committenti, i marchesi della famiglia Ventimiglia. L'opera è attribuita a Domenico Gagini. La volta della cappella presenta una delicata decorazione a foglie d'acanto.
- Quarta campata: Cappella dell'Immacolata. Nella nicchia arricchita da coppie di lesene sormontate da timpano con volute sfalsate, puttini e cartiglio intermedio, è custodita la statua raffigurante l'Immacolata, opera di ignoto scultore siciliano. Statua che riporta il particolare, caro a tante raffigurazioni dell'Immacolata Concezione, della Madonna che con il piede schiaccia un serpente: simbolo della Donna che sconfigge il male. L'iscrizione recita: "TOTA PULCRA ES ET MACULA NON EST IN TE", "Tutta bella sei, o Maria, e non vi è in Te alcuna macchia".
- Quinta campata: varco d'accesso alla sacrestia. Dipinto.

### Transetto
- Absidiola destra: Cappella dell'Annunciata. L'ambiente con piano di calpestio rialzato e delimitato da balaustre, ospita il fonte battesimale in marmo alabastrino riccamente scolpito, sul fusto reca scolpiti due teste virili e due muliebri, sull'esterno della conca risaltano la rappresentazione della Vergine col Bambino, dell'Agnus Dei e del Battesimo di Cristo, manufatto attribuito alla bottega dei Gagini. L'altare in marmo policromo è opera di Salvatore Durante da Palermo realizzata nel 1913. La sopraelevazione è costituita da lesene sormontate da timpano spezzato con stele intermedia. Nell'edicola è custodita la tela raffigurante l'Annunciazione, opera di autore ignoto proveniente dal Priorato della Cava (1500 circa). Il dipinto fu portato a Geraci nel 1837 e collocato all'interno di una cornice in legno di noce e cipresso con motivi a foglie proveniente dall'ex convento dell'Ordine dei frati minori cappuccini.
- Absidiola sinistra: Cappella del Santissimo Sacramento. Ambiente con piano di calpestio rialzato e delimitato da balaustre, manufatti in marmi policromi opere di Salvatore ed Angelo Allegra, marmorai palermitani. 1782. Rilievi dorati e decorazione in stucco.

### Altare maggiore
L'altare maggiore è stato recentemente sostituito con un blocco di pietra proveniente dalla cava di Geraci a causa dei danni riportati dall'originale, ricavato da un sarcofago del 1511 con figure di leoni alati con teste umane in basso rilievo, adesso spostato in sacrestia. Leggio a forma di aquila scolpita in legno datato 1768. Ambone ricavato da parti di balaustre, formato da tre colonne. Nella colonna di sinistra del 1710 si legge: "SAC. D. IOANIS VINCENTIUS GRECO PROC. - FECIT MAGIST. PETRUS JERACI PANORMITANUS." Nella colonna centrale: "ARCHIPRE. V.I.D.D. JACOBO BARRECA ANNO D. 1704.". Nella colonna di destra: "FECIT MAGIS. A. PHUS CARANGI OHE PANORMI."
Sulla parete di fondo il dipinto raffigurante il Cenacolo con i dodici Apostoli. Opera attribuita a Giuseppe Salerno, proveniente dall'ex Oratorio della Confraternita del Santissimo Sacramento.
Il coro ligneo, opera della scuola di Antonino d'Occurre di Mistretta, risale al 1650 ed è formato da 19 posti a sedere decorati con motivi tipici del repertorio tardo - manierista e da pannelli dipinti raffiguranti la Vita di Gesù e della Madonna.

## Sacrestia
Dalla sacrestia, contenente i ritratti di alcuni tra gli arcipreti che si sono succeduti dal 1461 al 1958, si accede alle stanze che contengono il tesoro della parrocchia.
- Acquasantiera, manufatto in marmo bianco. Reca scolpita una mano che la sostiene. Sull'orlo si legge: "PETRO DETENAS".
- San Bartolo e San Giacomo, tele settecentesche.
- San Giuseppe, tela piccola ovale del '700.

## Tesoro

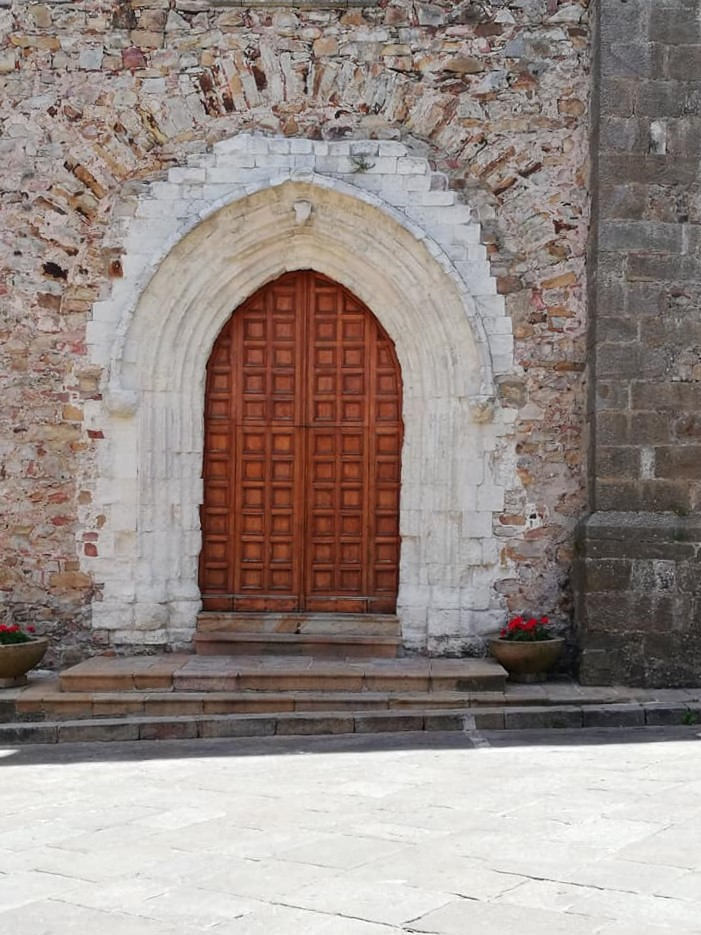
Portale.

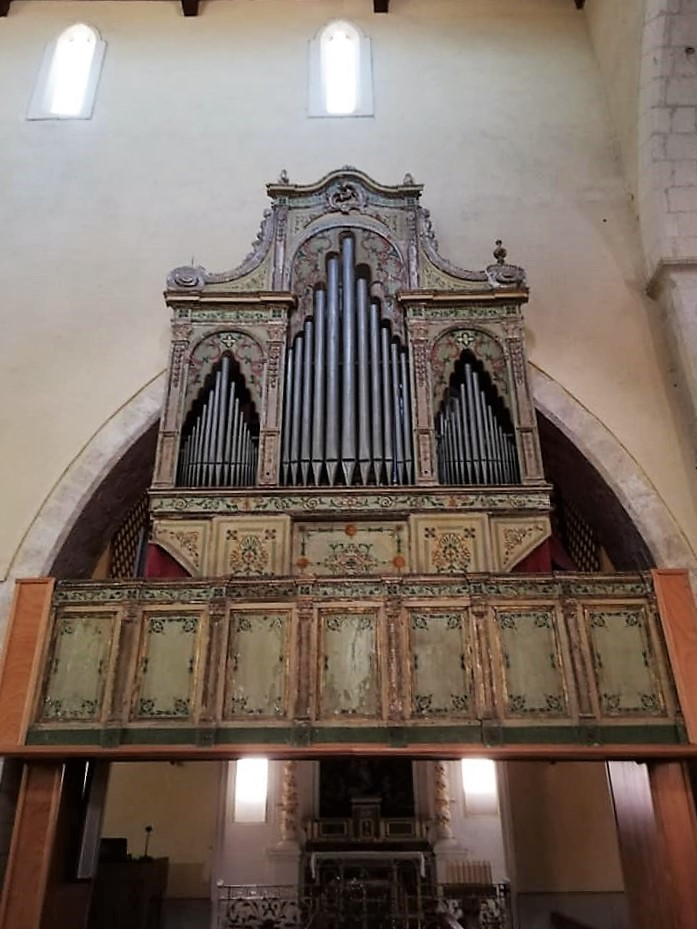
Organo.

Nel tesoro sono esposti tutte le più importanti suppellettili liturgiche d'argento della chiesa (alcune in stile barocco, altre in stile rococò o neoclassico) e numerosi paramenti sacri finemente ricamati. Tra le opere più rilevanti vi è l'ostensorio - reliquiario d'argento e argento dorato della seconda metà del XIV secolo con smalti traslucidi raffinatamente lavorato dall'orafo toscano Piro (o Piero) di Martino da Pisa, e il reliquiario architettonico che culmina con la figura di San Bartolomeo, patrono di Geraci, opera della scuola argentiera palermitana e risalente al XVI secolo. Grazie ad un'iscrizione sappiamo che il primo fu donato da Francesco II Ventimiglia, conte di Geraci, originariamente come reliquiario e trasformato in seguito in ostensorio. Sono poi presenti numerosi calici quattro - cinquecenteschi, alcuni recanti il più antico marchio della maestranza degli orafi di Palermo (l'aquila con ali a volo basso e la scritta RUP, acronimo di Regia Urbs Panormi). Sono anche esposti alcuni gioielli donati dalle famiglie come ex voto ai santi protettori. La prima sistemazione del tesoro si deve all'arciprete Isidoro Giaconia: nel 1995 esso fu riorganizzato utilizzando il criterio espositivo cronologico consentendo al visitatore di notare come attraverso i secoli cambino tipologie e stili.

## Opere
Chiesa dell'Assunzione della Vergine del convento dell'Ordine dei frati minori cappuccini:
- ?, San Vincenzo Martire, reliquia e statua, reliquiario del IV secolo di fattura spagnola proveniente dall'altare principale;
- ?, Sant'Agata, dipinto recante l'iscrizione "S. Agata V.M.P.A.";
- ?, Santa Cristina, dipinto recante l'iscrizione "S. Cristina V. M.".

- 1797, Sant'Alfonso Maria de' Liguori ritratto con la Vergine, dipinto su tela.
- XVII secolo, Madonna delle Grazie, pittura su lamiera, opera proveniente dalla chiesa di Santo Stefano.
- ?, Battesimo di Gesù, dipinto, opera del pittore Luigi Maniscalco.
- ?, Purgatorio con anime espietanti.
- 1798, Madonna del Carmelo.

- ?, San Gaetano ai piedi della Madonna col Bambino.
- 1734, Sant'Agostino Vescovo raffigurato con ai due lati due Angeli. Nel margine inferiore destro si legge "F. CEL: ANG: P 1734".

- Cappella di San Gaetano.
- Cappella del Purgatorio.
- Cappella della Madonna delle Rose.